# Issam Asinga
Issamade (Issam) Asinga (Atlanta, 29 december  2004) is een Surinaams atleet.

## Biografie
Issam Asinga is een zoon van Tommy Asinga uit Moengo, een atleet die meedeed aan de Olympische Spelen van 1988, 1992 en 1996 en Surinaamse records liep op de 400 en 800 meter. Hijzelf werd geboren in Atlanta in Georgia en groeide op in Zambia waar zijn moeder vandaan komt. Zij is Ngozi Mwanamwambwa en was eveneens een sprinter. In 2023 studeert hij aan de Montverde Academy  in Florida en werd in het sportjaar 2022-23 uitgeroepen tot Florida Boys Track & Field Player of the Year.
Op 28 juli 2023 kwam hij tijdens de Zuid-Amerikaanse kampioenschappen voor het eerst voor Suriname uit tijdens een officiële wedstrijd en won hij goud op de 100 meter sprint. Hij liep met 9,89 seconden zowel een Surinaams als een Zuid-Amerikaans record in de categorie U20. Vervolgens zette hij ook de 200 meter op zijn naam, wat ook een U20-record betekent voor Zuid-Amerika.
Op 10 augustus belde de wereldbond World Athletics met de Surinaamse Atletiek Bond met het bericht dat Asinga voorlopig geschorst is vanwege een positieve dopingtest op 18 juli 2023, waarvan het monster naar het World Anti-Doping Agency in Lausanne in Zwitserland was gestuurd. Uit de testen tijdens de Zuid-Amerikaanse Spelen op 28 juli waren de dopingtesten negatief. Ook de uitslag van de contra-expertise (B-sample), een paar dagen later, was positief. Zelf ontkende hij verboden middelen te hebben gebruikt. De voorlopige schorsing van 9 augustus 2023 werd in mei 2024 omgezet naar een definitieve schorsing van vier jaar.

## Persoonlijke records
Hij vestigde zijn volgende persoonlijke records:
| Afstand   | tijd                | locatie            | datum         |
| --------- | ------------------- | ------------------ | ------------- |
| 100 meter | 9,89                | São Paulo, Brazil  | 28 juli 2023  |
| 100 meter | 9,83 (windvoordeel) | Clermont (Florida) | 23 april 2023 |
| 200 meter | 19,97               | Austin (Texas)     | 29 april 2023 |
| 60 meter  | 6,57                | Boston             | 11 maart 2023 |
| 200 meter | 20,48               | Boston             | 12 maart 2023 |